# Stefania Krzysztofowicz-Kozakowska
Stefania Krzysztofowicz-Kozakowska (ur. 1939) – historyk sztuki, absolwentka Uniwersytetu Jagiellońskiego, na którym doktoryzowała się w 1978 roku. Do 2000 roku pracowała w Muzeum Narodowym w Krakowie, gdzie była kustoszem i kierownikiem w Dziale Nowoczesnego polskiego Malarstwa i Rzeźby i autorka szeregu wystaw. Zajmuje się sztuką polską przełomu XIX i XX wieku.
W czerwcu 2014 otrzymała nagrodę Krakowska Książka Miesiąca za publikację Sztuka II RP.

## Publikacje

### Książki
- O sztuce ludowej w Polsce, Warszawa 1972
- Firma Portretowa Stanisława Ignacego Witkiewicza, Kraków 1989, ISBN 83-08-01789-4
- Malarze Młodej Polski, Kraków 1995, ISBN 83-86328-46-0
- Józef Pankiewicz, Kraków 1996, ISBN 83-86328-64-9
- Malarstwo polskie od około 1890 do 1945 roku (współautorka), Kraków 1997, ISBN 83-906334-6-9
- Sztuka Młodej Polski, Kraków 1999, ISBN 83-88080-14-8
- Historia malarstwa polskiego (współautorka), Kraków 2000, ISBN 83-88080-44-X
- Jacek Malczewski, Wrocław 2001, ISBN 83-7023-831-9
- Kossakowie, Wrocław 2001, ISBN 83-7023-855-6
- Malarstwo polskie w zbiorach za granicą, Kraków 2003, ISBN 83-88080-85-7
- Dzieje sztuki polskiej (współautorka), Kraków 2004, ISBN 83-89550-44-X
- Malarstwo polskie po 1945 roku (współautorka), Kraków 2004, ISBN 83-89424-10-X
- Sztuka Polski (współautorka), Kraków 2006, ISBN 83-7447-051-8
- Ferdynand Ruszczyc, Kraków 2007, ISBN 83-7447-067-4
- Hanna Rudzka-Cybis, Kraków 2007, ISBN 978-83-87651-99-2
- Jacek Malczewski. Życie i twórczość, Kraków 2008, ISBN 83-7447-070-4
- Historia sztuki. T. 16: Polska. Malarstwo i grafika (współautorka), Kraków 2010, ISBN 978-83-62095-56-8
- Historia sztuki. T. 18: Polska. Rzeźba i rzemiosło (współautorka), Kraków 2010, ISBN 978-83-62095-58-2
- Sztuka II RP, Olszanica 2013, ISBN 978-83-7576-209-9
- Jan Stanisławski i jego uczniowie, Kraków 2015, ISBN 978-83-274-2928-5
- Sztuka w czasach PRL, Olszanica 2016, ISBN 978-83-7576-262-4
- Leon Dziedzic 1916-2015. Praca zbiorowa (redakcja), Kraków 2020, ISBN 978-83-66564-05-3
- Sztuka od roku 1989, Olszanica 2020, ISBN 978-83-7576-441-3
- Franciszek Żmurko i jego Pieśń wieczorna, Kraków 2021, ISBN 978-83-89831-44-6
- Grzeszna cyganeria, Olszanica 2022, ISBN 978-83-7576-597-7

### Artykuły
- Mieszczańscy malarze leżajscy XIX w.PSL, R. 17, nr 3-4, s. 157-164, (wraz z Ewą Śnieżyńską)
- Ikonografia ludowych obrazów Matki Boskiej Saletyńskiej, PSL, R. 18, 1964 nr 1 (wraz z Ewą Śnieżyńską)
- Źródła ikonograficzne przedstawienia Oka Opatrzności, PSL, R. 22, 1968 nr 4.
- Upadek Chrystusa pod krzyżem - źródła ikonograficzne i ich interpretacja w sztuce ludowej, PSL, t. 24, 1970 nr 2, s. 81-90.